# Людвіг II (ландграф Нижнього Гессену)
Людвіг II Сміливий (нім. Ludwig II. der Freimütige; 7 вересня 1438 — 8 листопада 1471) — ландграф Нижнього Гессену в 1458—1471 роках.

## Життєпис
Походив з Гессенського дому. Старший син Людвіга I, ландграфа Гессену, і Анни Саксонської. 1454 року пошлюбив представницю Вюртемберзького дому. У 1458 році після смерті батька успадкував ландграфство Гессенське. Домовився з братом Генріхом III про розподіл родинних володінь, отримавши Нижній Гессен з резиденцією в Касселі. Втім сперечався щодо кордонів своїх володінь з братом до 1470 року.
1460 року вступив в союз з Фрідріхом I Віттельсбахом, курфюрстом Пфальца, проти коаліції у складі Альбрехта Ахілла Гогенцоллерна, Дітера фон Ізенбурга, рхієпископа Майнцького, Людвіга I, пфальцграфа Цвейбрюккену, Карла I, маркграфа Баденського, Ульріха I, графа Вюртемберг-Штутгарта, і Георга Баденського, єпископа Мецу. 4 липня 1460 року у битві біля Пфеддерсгайма пфальцько-гессенські війська здобули вражаючу перемогу, здолавши двократно більші ворожі війська та захопивши 150 лицарів. Невдовзі більшість ворогів вимушено було укласти мир з Пфальцом і Гессеном.
У 1464 році Людвіг II посварився з Симоном III фон Ліппе, князем-єпископом Падерборну, за право володіти замком Каленберг поблизу Варбурга.
1469 року вів з братом Генріхом III нетривалу війну. Війна закінчилася лише у травні 1470 року за посередництва іншого брата — Германа. У 1470 році Людвіг II побудував замок Ротенбург, а форт у Зігенгайні перетворив на замок.
У травні 1471 року замирився з єпископом Падеборну. Невдовзі після полювання з братом несподівано помер у замку Райхенбах. Пізніше історики підозрювали отруєння. Людвіга II поховали в церкві Св. Єлизавети в Марбурзі. Йому спадкував син Вільгельм I.

## Родина
Дружина — Мехтільда, донька Людвіга I, графа Вюртемберг-Ураха
Діти:
- Анна (1455—1458)
- Єлизавета
- Вільгельм (1466—1515) — ландграф Нижнього Гессену
- Вільгельм (1469—1509) — ландграф Гессену

- 8 бастардів